# Бобан Бајковић
Бобан Бајковић (Цетиње, 15. март 1985) бивши је српско-црногорски фудбалски голман. Активну професионалну каријеру окончао је 2017, после чега је наставио да ради као тренер голмана.

## Каријера
Бајковић је каријеру започео у црногорском Ловћену, након којег му је наредна станица била Црвена звезда, у коју је прешао 2003. године, међутим у матичном клубу се није дуго задржао, па је прослеђиван на позајмице у Јединство са Уба, Раднички из Ниша, Рад, Смедерево и Срем. Први пут се вратио у Београд 15. јануара 2008. године, када је до краја сезоне забележио и четири наступа за први тим.
Наредне сезоне нису донеле ништа добро црногорском голману, па су честе промене тренера условиле да талентовани чувар мреже у више наврата напусти стадион Маракану. Ипак, крајем сезоне 2009/10. челници Црвене звезде пружили су му још једну прилику међу стативама.
Пошто се најтрофејнији српски клуб до самог краја првенства борио за титулу са вечитим ривалом, важност мечева није дозвољавала Ратку Достанићу да експериментише у избору голмана, али му се шанса указала већ по окончању сезоне, када су црвено-бели учествовали на хуманитарном турниру у Чикагу (Chicago Sister Cities International Cup), на коме је Бајковић искључен због физичког обрачуна са фудбалером Легије у полуфиналном мечу, након чега га је стручни штаб казнио неучествовањем у финалном мечу.
Стандардно је почео да брани тек у пролеће 2011. године, када је Роберт Просинечки преузео црвено-бели тим. Од тада је био незаменљив на голу Звезде пуне три и по сезоне. Као први голман црвено-белих освојио је Куп Србије у сезони 2011/12. и Суперлигу Србије у сезони 2013/14.
Бајковић је 2. новембра 2013. на вечитом дербију одиграо своју 100. званичну утакмицу за Црвену звезду, рачунајући лигашке, куп и европске утакмице.

## Приватни живот
Бобан Бајковић своју популарност дугује пре свега свом бурном темпераменту, живописном ноћном животу и бурним везама са припадницама српског џет-сета.
Иако је статус познате личности заслужио потписивањем уговора са Црвеном звездом, Бајковић је паралелно јавности представљао и своју уметничку страну, па је тако глумио латино љубавника у споту певачице Гоге Секулић.

## Статистика

### Клупска
Ажурирано 2. маја 2021.
|                          |          |                               |     |   |    |   |    |   |   |   |     |   |  |  |
| Ловћен                   | 2001/02. | Друга лига СР Југославије     | 8   | 0 | —  | — | —  | — | — | — | 8   | 0 |  |  |
| Ловћен                   | 2002/03. | Друга лига СР Југославије     | 22  | 0 | —  | — | —  | — | — | — | 22  | 0 |  |  |
| Ловћен                   | Укупно   | Укупно                        | 30  | 0 | —  | — | —  | — | — | — | 30  | 0 |  |  |
|                          |          |                               |     |   |    |   |    |   |   |   |     |   |  |  |
| Црвена звезда            | 2003/04. | Прва лига Србије и Црне Горе  | 0   | 0 | 0  | 0 | 0  | 0 | — | — | 0   | 0 |  |  |
| Црвена звезда            | 2004/05. | Прва лига Србије и Црне Горе  | 0   | 0 | 0  | 0 | 0  | 0 | — | — | 0   | 0 |  |  |
| Црвена звезда            | 2005/06. | Прва лига Србије и Црне Горе  | 0   | 0 | 0  | 0 | 0  | 0 | — | — | 0   | 0 |  |  |
|                          |          |                               |     |   |    |   |    |   |   |   |     |   |  |  |
| Јединство Уб (позајмица) | 2004/05. | Друга лига Србије и Црне Горе | 31  | 0 | —  | — | —  | — | — | — | 31  | 0 |  |  |
|                          |          |                               |     |   |    |   |    |   |   |   |     |   |  |  |
| Раднички Ниш (позајмица) | 2005/06. | Друга лига Србије и Црне Горе | 0   | 0 | —  | — | —  | — | — | — | 0   | 0 |  |  |
|                          |          |                               |     |   |    |   |    |   |   |   |     |   |  |  |
| Рад (позајмица)          | 2006/07. | Прва лига Србије              | 6   | 0 | —  | — | —  | — | — | — | 6   | 0 |  |  |
|                          |          |                               |     |   |    |   |    |   |   |   |     |   |  |  |
| Смедерево (позајмица)    | 2006/07. | Суперлига Србије              | 7   | 0 | —  | — | —  | — | — | — | 7   | 0 |  |  |
|                          |          |                               |     |   |    |   |    |   |   |   |     |   |  |  |
| Срем (позајмица)         | 2007/08. | Прва лига Србије              | 17  | 0 | —  | — | —  | — | — | — | 17  | 0 |  |  |
|                          |          |                               |     |   |    |   |    |   |   |   |     |   |  |  |
| Црвена звезда            | 2007/08. | Суперлига Србије              | 4   | 0 | 0  | 0 | —  | — | — | — | 4   | 0 |  |  |
| Црвена звезда            | 2008/09. | Суперлига Србије              | 0   | 0 | 0  | 0 | 0  | 0 | — | — | 0   | 0 |  |  |
| Црвена звезда            | 2009/10. | Суперлига Србије              | 0   | 0 | 0  | 0 | —  | — | — | — | 0   | 0 |  |  |
| Црвена звезда            | 2010/11. | Суперлига Србије              | 10  | 0 | 1  | 0 | 0  | 0 | — | — | 11  | 0 |  |  |
| Црвена звезда            | 2011/12. | Суперлига Србије              | 29  | 0 | 3  | 0 | 4  | 0 | — | — | 36  | 0 |  |  |
| Црвена звезда            | 2012/13. | Суперлига Србије              | 28  | 0 | 0  | 0 | 6  | 0 | — | — | 34  | 0 |  |  |
| Црвена звезда            | 2013/14. | Суперлига Србије              | 29  | 0 | 1  | 0 | 4  | 0 | — | — | 34  | 0 |  |  |
| Црвена звезда            | Укупно   | Укупно                        | 100 | 0 | 5  | 0 | 14 | 0 | — | — | 119 | 0 |  |  |
|                          |          |                               |     |   |    |   |    |   |   |   |     |   |  |  |
| Лирс                     | 2014/15. | Прва лига Белгије             | 26  | 0 | 0  | 0 | —  | — | 5 | 0 | 31  | 0 |  |  |
|                          |          |                               |     |   |    |   |    |   |   |   |     |   |  |  |
| Нефчи                    | 2016/17. | Премијер лига Азербејџана     | 14  | 0 | 5  | 0 | —  | — | — | — | 19  | 0 |  |  |
|                          |          |                               |     |   |    |   |    |   |   |   |     |   |  |  |
| Каријера                 | Каријера | Каријера                      | 201 | 0 | 10 | 0 | 14 | 0 | 5 | 0 | 230 | 0 |  |  |
|                          |          |                               |     |   |    |   |    |   |   |   |     |   |  |  |

## Трофеји

### Црвена звезда
- Суперлига Србије (1) : 2013/14.
- Куп Србије (2) : 2009/10, 2011/12.